# Hartmut Waetzoldt
Hartmut Waetzoldt (* 1941) ist ein deutscher Altorientalist.
Hartmut Waetzoldt studierte ab dem Wintersemester 1962/63 Assyriologie an der Universität Heidelberg. Zu den akademischen Lehrern zählten Adam Falkenstein, Burkhart Kienast, Wolfgang Röllig, Giovanni Pettinato und Karlheinz Deller. 1970 beendete er das Studium mit der Promotion, Thema der Dissertation war Untersuchungen zur neusumerischen Textilindustrie. Zwischen 1971 und 1973 war Waetzoldt als Wissenschaftlicher Assistent an der Universität Turin beschäftigt. Die Habilitation erfolgte 1975 mit einer Arbeit zum Thema Das Schreiberwesen in Mesopotamien nach den Texten aus neusumerischer Zeit (ca. 2164–2003 v.Chr.) wieder in Heidelberg. 1977 wurde er zunächst zum Dozenten, wenig später zum außerplanmäßigen Professor, 1979 zum Universitäts-Professor ernannt. Seit 1988 widmete er sich mehrfach auch der Organisation wissenschaftlicher Tagungen, etwa der XXXIXe Rencontre Assyriologique Internationale im Juli 1992 mit mehr als 600 Teilnehmern. Ebenfalls seit 1988 ist er mit Harald Hauptmann Herausgeber der Heidelberger Studien zum Alten Orient. Bislang publizierte Waetzoldt mehr als 100 Schriften, darunter acht Monografien.

## Schriften
- mit Giovanni Pettinato: Untersuchungen zur neusumerischen Textilindustrie. (= Studi economici e tecnologici I), Rom 1972.
- mit Giovanni Pettinato: Materiali per il Vocabolario Neosumerico, I. (= La Collezione Schollmeyer. Testi economici della terza dinastia di Ur conservati a Werl e Heidelberg, Parte Ia: Introduzione e Copie), Roma 1974.
- mit Giovanni Pettinato und Francesco Pomponio: Materiali per il Vocabolario Neosumerico VI. Testi economici di Lagas del Museo di Istanbul, Parte I: La. 7001-7600. Rom 1977.
- mit Giovanni Pettinato und Sergio A. Picchioni: Materiali per il Vocabolario Neosumerico VII. Testi economici di Lagas del Museo di Istanbul, Parte II: La. 7601-8200. Rom 1978.
- mit Giovanni Pettinato: Studi per il Vocabolario Sumerico I/1, G. Reisner, Tempelurkunden aus Telloh, Testi. Rom 1985.
- mit Giovanni Pettinato, Jean-Pierre Gregoire und David I. Owen: Studi per il Vocabolario Sumerico I/3, G. Reisner, Tempelurkunden aus Telloh, Glossario.
- mit Fatma Yildiz und Hubert Renner: Die Umma-Texte aus den Archäologischen Museen zu Istanbul Nr. 1-600. (= Materiali per il Vocabolario Neosumerico, Band 14), Rom 1988.
- Herausgeber mit Harald Hauptmann: Wirtschaft und Gesellschaft von Ebla. Akten der Internationalen Tagung. Heidelberg 4.-7. November 1986. (= Heidelberger Studien zum Alten Orient, Band 2), Heidelberger Orientverlag, Heidelberg 1988, ISBN 3-927552-00-3.
- Herausgeber mit Harald Hauptmann: Assyrien im Wandel der Zeiten. XXXIXe Rencontre Assyriologique Internationale, Heidelberg 6.-10. Juli 1992. (= Heidelberger Studien zum Alten Orient, Band 6), Heidelberger Orientverlag, Heidelberg 1992, ISBN 3-927552-25-9.
- mit Fatma Yildiz und Hubert Renner: Die Umma-Texte aus den Archäologischen Museen zu Istanbul Nr. 601-1600. (= Materiali per il Vocabolario Neosumerico, Band 16), Rom 1994.
- Wirtschafts- und Verwaltungstexte aus Ebla. Archiv L. 2769 (= Materiali Epigrafici di Ebla, Band 12; Materiali per il Vocabolario Sumerico, Band 7), Rom 2001.
- Herausgeber: A History of Babylonian Prices in the First Millennium BC, 1. Prices of the Basic Commodities. (= Heidelberger Studien zum Alten Orient, Band 10), Heidelberger Orientverlag, Heidelberg 2001.
- Herausgeber: Von Sumer nach Ebla und zurück. Festschrift für Giovanni Pettinato zum 27. September 1999 gewidmet von Freunden, Kollegen und Schülern. (= Heidelberger Studien zum Alten Orient, Band 9), Heidelberger Orientverlag, Heidelberg 2004, ISBN 3-927552-41-0.